# Louis Auguste Le Clerc
Louis Auguste Le Clerc, född 30 november 1688, död 8 mars 1771, var en fransk skulptör. Han var son till Sébastien Le Clerc.
Le Clerc var anställd i Köpenhamn bland annat vid utsmyckningen av Christiansborgs slott och har bland annat utfört skulpturerna i paviljongerna vid Marmorbroen.